# 극락전
극락전(極樂殿) 또는 무량수전(無量壽殿)은 서방 극락정토의 주재자인 아미타불(阿彌陀佛)을 본존불로 모신 법당이다. 대한민국 사찰에서는 대웅전과 더불어 중요한 건축물이다. 극락전을 높여서 극락보전이라고 부르기도 하고, 아미타불을 직접 가르켜 아미타전 또는 미타전으로 부르기도 한다. 무량수전은 아미타불의 권능을 일컫는 이름이다. 극락을 뜻하는 수마제라는 단어를 써서 수마제전(須摩提殿)이라고도 한다.
이상향인 극락이 서쪽에 있으므로 보통 동향으로 배치하여, 예배하는 사람들이 서쪽을 향하도록 배치되어 있다.
내부에는 아미타불을 중심으로 관세음보살과 대세지보살이 협시보살로서 봉인되어 있다. 관세음보살은 지혜로 중생의 음성을 관하여 그들을 번뇌의 고통에서 벗어나게 하며, 대세지보살은 지혜의 광명으로 모든 중생을 비추어 끝없는 힘을 얻게 하는 보살이다.

## 같이 보기
- 제목에 "극락전" 항목을 포함한 모든 문서
- 제목에 "극락보전" 항목을 포함한 모든 문서
- 제목에 "무량수전" 항목을 포함한 모든 문서
- 제목에 "수마제전" 항목을 포함한 모든 문서
- 대웅전